# 瓦基南卡拉特拉大区
瓦基南卡拉特拉大區是馬達加斯加的23個大區之一，位於該國中部，北臨邦古拉瓦大區、伊塔西大區和阿纳拉曼加大区，東毗阿劳特拉-曼古鲁大区和阿齐纳纳纳大区，南接阿穆鲁尼-马尼亚大区，西鄰梅纳贝大区，首府安齊拉貝。此地区划分为六个区和86个公社，下分6縣，面積16,599平方公里，2004年人口約1,589,800。

## 区
- 安齐拉贝I
- 安齐拉贝II
- 安巴图兰皮
- 贝塔富
- 安塔尼富齐
- Faratsiho